# Ruggero Mastroianni
Ruggero Mastroianni, all'anagrafe Mastrojanni (Torino, 7 novembre 1929 – Pomezia, 9 settembre 1996), è stato un montatore italiano.

## Biografia
Fratello minore di Marcello Mastroianni, nacque a Torino dove la famiglia si era trasferita da Fontana Liri quando il padre vi aveva trovato lavoro come chimico. Ruggero Mastroianni è stato uno dei più grandi montatori cinematografici italiani, avendo lavorato con i più grandi registi italiani, da Fellini in Giulietta degli spiriti e Amarcord, a Visconti in Morte a Venezia e Ludwig, a Monicelli in diversi film tra cui Un borghese piccolo piccolo e Il marchese del Grillo. È stato il montatore di quasi tutti i film di  Elio Petri, tra cui Un cittadino al di sopra di ogni sospetto, La classe operaia va in paradiso, La proprietà non è più un furto, Todo Modo.
Ha lavorato come attore insieme al fratello Marcello e a Vittorio Gassmann (nella parte di Catone il Censore) nel film Scipione detto anche l'Africano di Luigi Magni nella parte di Scipione l'Asiatico.
Morì di un improvviso attacco di cuore all'interno della sua abitazione di Torvaianica, il 9 settembre 1996, 3 mesi prima della morte del fratello Marcello,  mentre stava ultimando il montaggio del film La tregua di Francesco Rosi; il film è dedicato a lui e a Pasqualino De Santis, morto durante le riprese. È sepolto nel Cimitero del Verano di Roma.

### Vita Privata
Dal matrimonio con Iride Lola Marzi ha avuto due figlie, Francesca e Federica.

## Filmografia parziale

### Montatore
- Vento del Sud, regia di Enzo Provenzale (1959)
- L'assassino, regia di Elio Petri (1961)
- Giorno per giorno disperatamente, regia di Alfredo Giannetti (1961)
- I giorni contati, regia di Elio Petri (1962)
- Il figlio di Spartacus, regia di Sergio Corbucci (1962)
- Il maestro di Vigevano, regia di Elio Petri (1963)
- Le voci bianche, regia di Pasquale Festa Campanile (1963)
- Un tentativo sentimentale , regia di Massimo Franciosa e Pasquale Festa Campanile (1963)
- Gente moderna, episodio di Alta infedeltà, regia di Mario Monicelli (1964)
- Gli indifferenti, regia di Citto Maselli (1964)
- I malamondo, regia di Paolo Cavara (1964)
- La costanza della ragione, regia di Pasquale Festa Campanile (1964)
- La decima vittima, regia di Elio Petri (1965)
- Casanova '70, regia di Mario Monicelli (1965)
- Sugar Colt, regia di Franco Giraldi (1966)
- Spara forte, più forte... non capisco!, regia di Eduardo De Filippo (1966)
- Qualcuno ha tradito, regia di Franco Prosperi (1967)
- A ciascuno il suo, regia di Elio Petri (1967)
- Un tranquillo posto di campagna, regia di Elio Petri (1968)
- Toh, è morta la nonna!, regia di Mario Monicelli (1969)
- La caduta degli Dei, regia di Luchino Visconti (1969)
- Indagine su un cittadino al di sopra di ogni sospetto, regia di Elio Petri (1970)
- Il vichingo venuto dal sud, regia di Steno (1971)
- La classe operaia va in paradiso, regia di Elio Petri (1971)
- La mortadella, regia di Mario Monicelli (1971)
- La proprietà non è più un furto, regia di Elio Petri (1973)
- Scipione detto anche l'Africano, regia di Luigi Magni (1974)
- Caro Michele, regia di Mario Monicelli (1976)
- Todo Modo, regia di Elio Petri (1976)
- Un borghese piccolo piccolo, regia di Mario Monicelli (1977)
- In nome del Papa Re, regia di Luigi Magni (1977)
- Porci con le ali, regia di Paolo Pietrangeli (1977)
- Ciao maschio, regia di Marco Ferreri (1978)
- Viaggio con Anita, regia di Mario Monicelli (1978)
- Melodrammore, regia di Maurizio Costanzo (1978)
- Buone notizie, regia di Elio Petri (1979)
- Temporale Rosy, regia di Mario Monicelli (1979)
- I giorni cantati, regia di Paolo Pietrangeli (1979)
- Habibi, amor mio, regia di Luis Gomez Valdivieso (1981)
- Il marchese del Grillo, regia di Mario Monicelli (1981)
- Bello mio, bellezza mia, regia di Sergio Corbucci (1982)
- Oltre la porta, regia di Liliana Cavani (1982)
- Storia di Piera, regia di Marco Ferreri (1983)
- I Paladini: Storia d'armi e d'amori, regia di Giacomo Battiato (1983)
- A tu per tu, regia di Sergio Corbucci (1984)
- Il futuro è donna, regia di Marco Ferreri (1984)
- Harem, regia di Arthur Joffé (1985),
- Ginger e Fred regia di Federico Fellini (1986),
- Montecarlo Gran Casinò, regia di Carlo Vanzina (1987)
- I giorni del commissario Ambrosio, regia di Sergio Corbucci (1988)
- Love Dream, regia di Charles Finch (1988)
- La più bella del reame, regia di Cesare Ferrario (1989)
- Il male oscuro, regia di Mario Monicelli (1989)
- 12 registi per 12 città segmento "Napoli", regia di Francesco Rosi (1989)
- Diario di un vizio, regia di Marco Ferreri (1993)
- Colpo di coda, regia di José María Sánchez (1993)
- Ultimo confine, regia di Ettore Pasculli (1994)
- Facciamo paradiso, regia di Mario Monicelli (1995)
- La tregua, regia di Francesco Rosi (1996)

### Attore
- Scipione detto anche l'Africano, regia di Luigi Magni (1971)

## Riconoscimenti
David di Donatello
- 1981 – Miglior montatore per Camera d'albergo
- 1982 – Miglior montatore per Storie di ordinaria follia
- 1985 – Miglior montatore per Carmen
- 1986 – Miglior montatore per Speriamo che sia femmina
- 1986 – Candidatura al miglior montatore per Ginger e Fred
- 1990 – Candidatura al miglior montatore per Dimenticare Palermo
- 1995 – Candidatura al miglior montatore per Sostiene Pereira
- 1997 – Miglior montatore per La tregua (postumo)

Nastro d'argento
- 1986 – Migliore montaggio per Speriamo che sia femmina

Ciak d'oro
- 1986 – Migliore montaggio per Ginger e Fred[8]